# 普罗斯佩里-萨克拉蒂宫

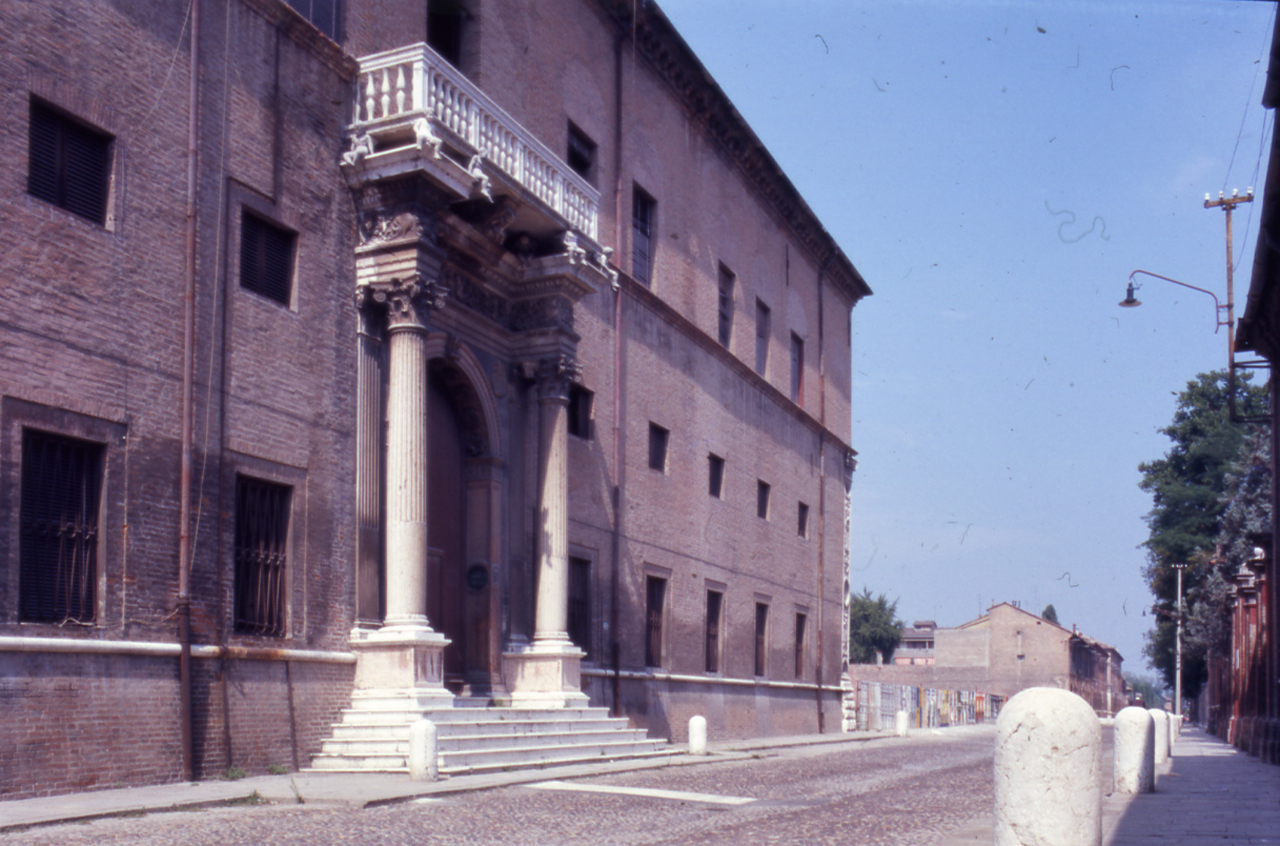
Photo by Paolo Monti, 1981

普罗斯佩里-萨克拉蒂宫（Palazzo Prosperi-Sacrati）是意大利费拉拉的一个文艺复兴风格的宫殿，坐落在埃尔科莱新区的埃尔科莱一世·埃斯特大街，钻石宫街对面。
该建筑由比亚焦·罗塞蒂设计，建于1493年至1498年，有精美的大理石门、阳台和壁柱。

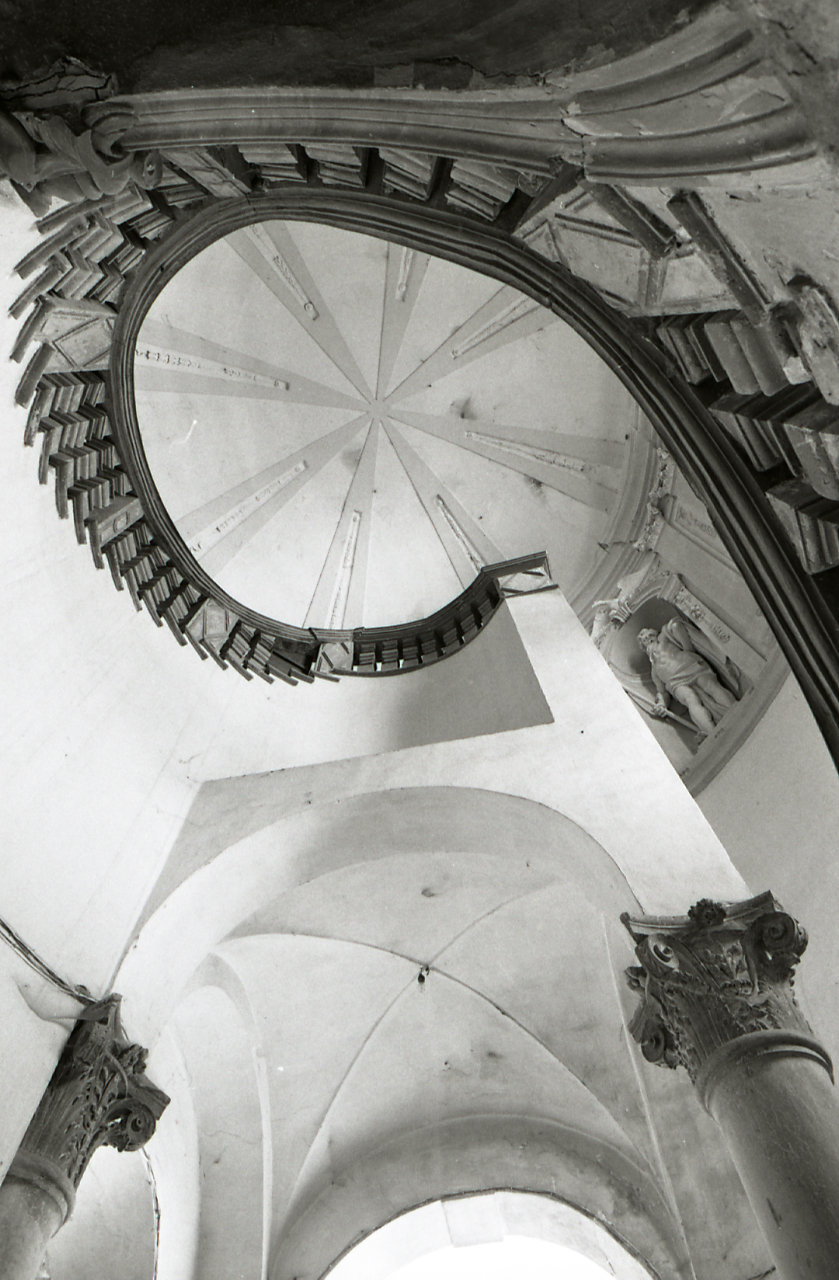
Photo by Paolo Monti, 1981
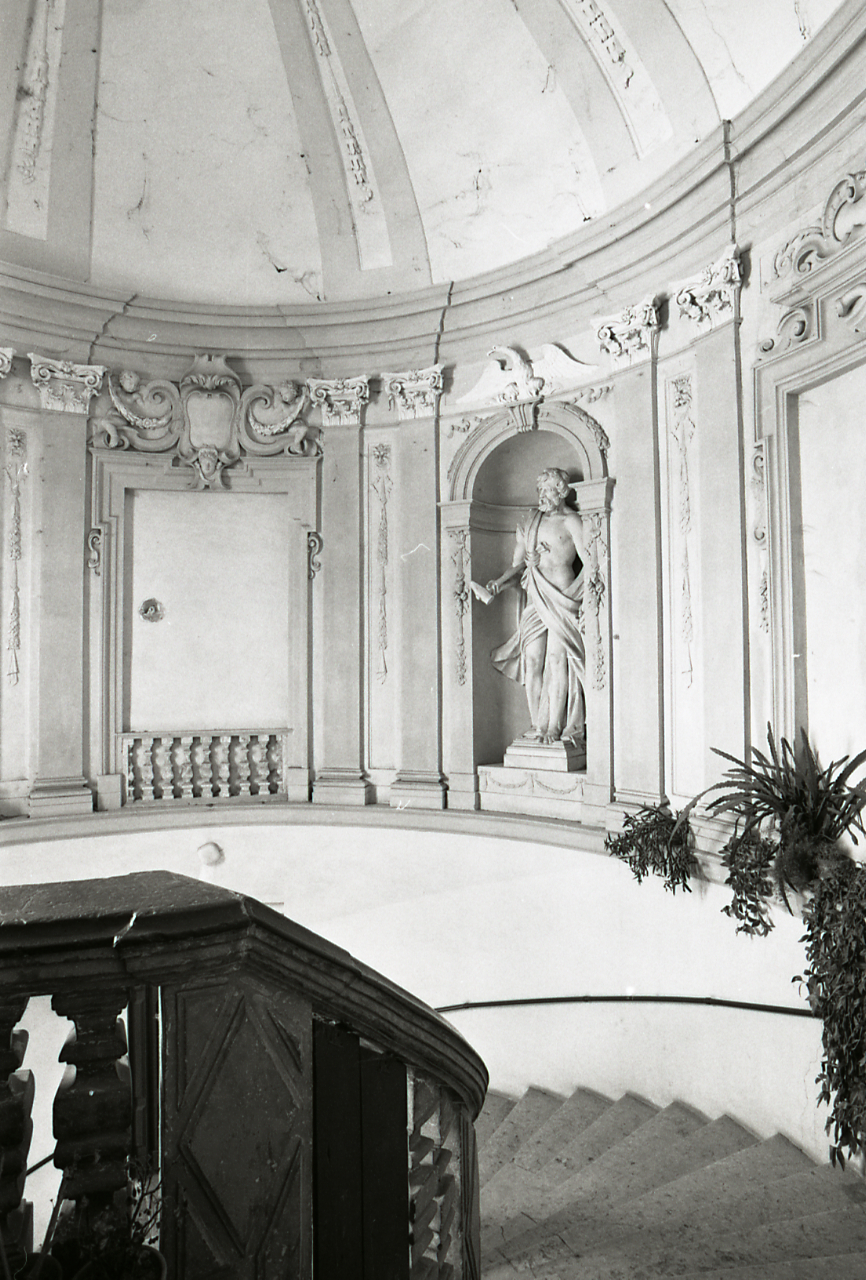
Photo by Paolo Monti, 1981